# Водогосподарський баланс
Водогоспод́арський бала́нс — кількісне зіставлення водних ресурсів та потреб у воді всіх галузей народного господарства певної території. При складанні балансу визначають ресурси поверхневих і підземних вод та оцінюють можливість задовольнити ними потреби водоспоживачів.
Водогосподарський баланс у більшості випадків складають для умов середнього за водністю року та маловодних і дуже маловодних (відповідно 75 %- і 95%-ю забезпеченістю) років. Прибуткову частину балансу встановлюють за даними гідрометричних спостережень та їх узагальнень у вигляді карт стоку та ін., витратну частину — на основі оцінки водоспоживання всіма галузями народного господарства, враховуючи при цьому витрати на випаровування і фільтрацію.
За призначенням водогосподарські баланси поділяють на оперативні, пов'язані з використанням водних ресурсів на діючих водогосподарських об'єктах; баланси, що складають при проєктуванні гідротехнічних споруд і використовують для оцінки економічного ефекту щодо намічених заходів; перспективні — баланси окремих басейнів річок, економічних районів тощо для розв'язання планово-економічних проблем і завдань використання та охорони водних ресурсів.
Розрахунок водогосподарського балансу водогосподарської ділянки (далі — ВГД) здійснюється за такою формулою (в одиницях об’єму води за розрахунковий період):
ВГБ = Wвх + Wбіч + Wпзв + Wзв + Wдот ± ΔV – Wвип – Wф – Wз – Wпер – Wвкр – Wе,
де ВГБ — водогосподарський баланс;
Wвх — об’єм стоку, що надходить за розрахунковий період з розташованих вище ВГД;
Wбіч — об'єм стоку, що формується на розрахунковій ВГД (бічний приплив);
Wпзв — об'єм водозабору із підземних водних об’єктів;
Wзв — об'єм зворотних вод на розрахунковій ВГД;
Wдот — дотаційний об’єм води на ВГД (зовнішні та внутрішньобасейнові перекидання);
±ΔV — спрацювання (+), наповнення (-) ставків та водосховищ;
Wвип — втрати на додаткове випаровування та льодоутворення з водосховищ (з урахуванням повернення води від розтавання льоду);
Wф — фільтраційні втрати з водосховищ;
Wз — зменшення стоку річки, викликане забором гідравлічно зв'язаних з нею підземних вод;
Wпер — перекидання частини стоку за межі розрахункової ВГД;
Wвкр — забір поверхневих вод;
Wе — мінімальний екологічний стік у замикаючому створі ВГД.
До прибуткової частини балансу відносяться складові водогосподарського балансу зі знаком «+», а до витратної — зі знаком «-».

## В Україні
Водні ресурси України розміщені на її території нерівномірно, що зумовлює необхідність проведення заходів для регулювання водогосподарського балансу та перекидання води у малозабезпечені райони. З метою регулювання стоку для забезпечення водою різних галузей економіки в Україні в різні роки побудовано 1153 водосховища (крім великих на Дніпрі й Дністрі) та майже 28 тис. ставків.
З метою оцінки наявності та можливості використання водних ресурсів, наказом Міністерства екології та природних ресурсів України № 26 від 26.01.2017 було затверджено «Порядок розроблення водогосподарських балансів». Цей Порядок визначає механізм розроблення водогосподарських балансів для водогосподарських ділянок, виділених у межах районів річкових басейнів (п. 1).
Функції з методичного забезпечення та координації процесу розроблення та затвердження водогосподарських балансів здійснює Держводагентство (п. 5, 9).
Сьогодні Держводагентством затверджено такі водогосподарські баланси:
1. Район басейну річки Дніпро:
  - суббасейн верхнього Дніпра;
  - суббасейн середнього Дніпра;
  - суббасейн річки Прип'ять;
  - суббасейн річки Десна;
2. Район басейну річки Дунай;
3. Район басейну річки Південний Буг;
4. Район басейну річки Дон:
  - суббасейн річки Сіверський Донець;
5. Район басейну річки Вісла;

Водогосподарські баланси розробляються у двох примірниках, які зберігаються у відповідному басейновому управлінні водних ресурсів та Держводагентстві (п. 19) та переглядаються кожні 6 років (п. 18).